# Ambundu
I mbundu settentrionali o  ambundu (distinti dai mbundu meridionali o ovimbundu) sono un popolo bantu che vive nel nord-ovest dell'Angola, a nord del fiume Kwanza. Parla il Kimbundu, e soprattutto la lingua ufficiale del paese, il portoghese. Sono il secondo gruppo etnico più grande del paese, con circa 9 milioni di persone nel 2024.

## Storia
Le esatte origini del popolo Mbundu sono ignote, ma esistono alcune tradizioni orali che sono state tramandate su questo tema. Secondo una di queste tradizioni orali, i Mbundu provengono dalla "grande acqua". Molti storici l'hanno interpretata come l'Oceano Atlantico e citano come origine l'isola di Luanda. Questa tradizione orale parla anche di cinque grandi antenati dei Mbundu: Zundu dya Mbulu, madre del popolo Ndongo; Kajinga ka Mbulu, fondatore del Regno Mbondo; Matamba a Mulu, madre del popolo Pende; Kongo dya Mbulu, fondatore del popolo Hungu.

### Medioevo
Gli Mbundu sono uno dei popoli Bantu. Erano arrivati nella regione dell'Angola fin dal primo Medioevo, ma la maggior parte dell'immigrazione si è svolta tra il XIII e il XVI secolo. Il kimbundo è una lingua bantu occidentale, e si pensa che gli Mbundu siano arrivati dall'Africa settentrionale piuttosto che dall'Africa orientale. I popoli Bantu portarono l'agricoltura con loro. Costruirono villaggi permanenti e commerciarono con i pigmei indigeni e le popolazioni Khoisan.

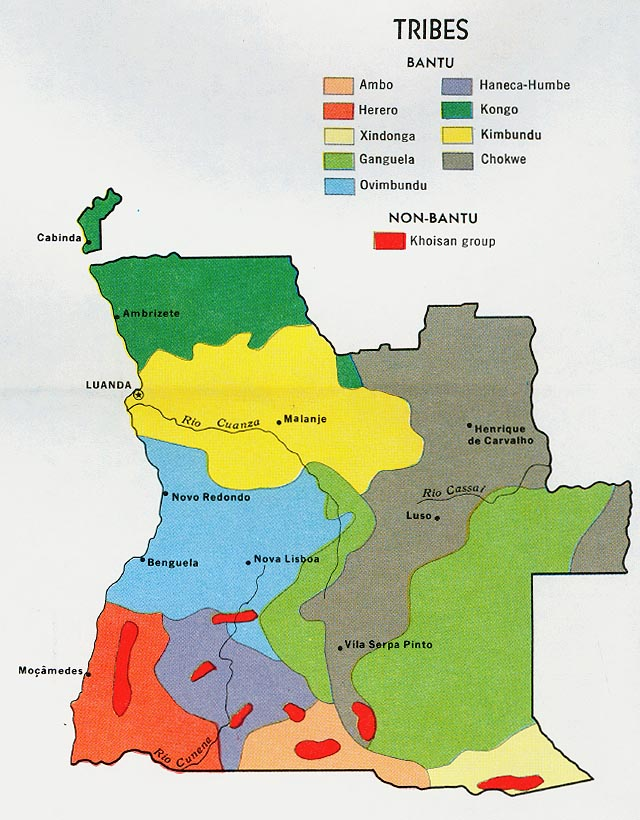
mappa delle etnie in Angola (in giallo l'area Mbundu)

### XIV secolo
La società Mbundu consisteva di comunità locali fino al XIV secolo. La loro società è sempre stata matrilineare. La terra era ereditata dalle madri, e anche il sistema di discendenza era matrilineare. I ragazzi andavano a vivere nei villaggi dei loro zii materni, in modo da preservare un nucleo matrilineare nel villaggio. Teoricamente, il lignaggio è stato proiettato sullo status, anziché sugli individui, il che ha dato al sistema una certa flessibilità. Questa caratteristica non esiste nei popoli vicini, come l'Ovimbundu a sud e il Bakongo a nord.

### Il Regno Kongo
Il nome Mbundu fu usato per la prima volta dai Bakongo, prima che fosse adottato dagli stessi Mbundu. Il primo re di Kongo occupò una parte dei territori di Mbundu nella provincia di Mpemba. Spostò quindi la sua capitale a Mbanza Kongo. 

### La colonizzazione dei portoghesi
Kongo, che era in contatto con i portoghesi dal 1482, deteneva il monopolio del commercio con questo paese. Quando un capo di Ndongo, o ngola, cercò di rompere questo monopolio, si scatenò una guerra in cui i Bakongo furono sconfitti nel 1556. Ndongo era ora indipendente e si confrontò direttamente con il colonialismo portoghese. Si alleò con Matamba contro i portoghesi di Luis Serrão e liberarono la capitale Ndongo nel 1589, ma fu sconfitto nel 1614 dai portoghesi e dai loro alleati Imbangala. Una conseguenza fu che Ndongo stesso divenne un bersaglio per il commercio degli schiavi, e la sua popolazione fuggì in gran numero verso gli stati vicini.
Nzinga Mbandi, sorella dello sconfitto re di Ndongo, Ngola Mbandi, assunse la reggenza e negoziò un trattato di pace con i portoghesi, ma l'impossibilità di adempiere alle richieste degli europei portò al conflitto armato nel 1626. Dopo cinque anni, ha dovuto fuggire dalle truppe portoghesi a Matamba, catturandola grazie all'aiuto dei suoi alleati Imbangala. Divenne regina di Matamba, un regno che era tradizionalmente guidato da donne, e lo trasformò nello stato più potente della regione, e un grande esportatore di schiavi. Fino al 1659, Nzinga Mbandi tentò di riconquistare le terre Ndongo, prima con l'aiuto degli Olandesi negli anni 1640, poi con un trattato di pace.

### Tra il XIX e il XX secolo
I portoghesi avevano sconfitto Matamba nel 1836 e erano avanzati a Kasanje verso la metà del secolo. La loro effettiva influenza, tuttavia, era piuttosto limitata a causa della mancanza di mezzi e di un esercito efficiente. I Mbundu avevano l'opportunità di ribellarsi o di negoziare le libertà amministrativa. Alla fine del XIX secolo, i paesi europei furono costretti, per ragioni economiche, strategiche e nazionalistiche, a un controllo più stretto sui territori africani. Per proteggere i loro interessi, i portoghesi inviarono un certo numero di spedizioni militari nelle loro colonie, rafforzando il loro controllo. L'ultima tribù Mbundu a resistere agli invasori era Ndembo. Ci vollero tre anni al Portogallo per sottomettere una rivolta dei Ndembo nel 1910. Nel 1917 tutto il loro territorio fu occupato e divenne parte della colonia portoghese dell'Angola.

### XXI secolo
Gli Mbundu vivono nella regione che si estende ad est dalla capitale Luanda. Sono predominanti nelle province del Bengo e del Malanje e nelle parti limitrofe delle province di Cuanza Norte e Cuanza Sul. Il capo del principale regno di Mbundu era chiamato Ngola, che è l'origine del nome del paese Angola.